# Resolució 1293 del Consell de Seguretat de les Nacions Unides
La Resolució 1293 del Consell de Seguretat de les Nacions Unides fou adoptada per unanimitat el 31 de març de 2000. Després de recordar les resolucions pertinents anteriors sobre Iraq, incloses les resolucions 986 (1995), 1111 (1997), 1129 (1997), 1143 (1997), 1153 (1998), 1158 (1998) i 1175 (1998), 1210 (1998), 1242 (1999), 1266 (1999), 1281 (1999) i 1284 (1999) sobre el Programa Petroli per Aliments el Consell va augmentar la quantitat de diners que l'Iraq podria utilitzar per comprar recanvis i equips de petroli a 600 milions de dòlars estatunidencs.
El secretari general Kofi Annan havia demanat al Consell de Seguretat que elevés el límit de 300 milions de dòlars estatunidencs a 600 milions de dòlars UAS des de finals de 1999. La resolució, promulgada en virtut del Capítol VII de la Carta de les Nacions Unides, també va expressar la seva voluntat de considerar la renovació de la disposició i altres recomanacions del Secretari General.